# Václav Schanza
Václav Schanza (1746, Brno – 22. září 1788, Vídeň) byl synem brněnského zahradníka. Po studiu v Brně a v Olomouci studoval teologii a morálku ve Vídni a pak tam vyučoval morálku, pro svůj zjevný jansenismus však byl na nátlak kardinála Migazziho přeložen do Olomouce. Jako přítel Rautenstrauchův měl velký vliv, po přesunu olomoucké univerzity do Brna (1778-1782) se stal rektorem univerzity (1779), po její degradaci na lyceum byl děkanem Teologické fakulty. Od jansenismu postupně přešel myšlenkově k osvícenství.

## Dílo
- De theologia morali positiones : locis s. Scripturae et traditionis illustratae, 1–2, Brunae : Typis Neumannianis, Factore Joanne Nep. Schreiner, 1780.
- Moralis christiana, I–IV, Wien 1784–1786.